# Archon (Amt)
Archon (griechisch ἄρχων árchōn, deutsch ‚Herrschender‘; von ἄρχω árchō, deutsch ‚der Erste sein‘, in übertragener Bedeutung  ‚herrschen‘) oder Archont, Pl. Archonten, war ursprünglich im antiken Griechenland die Bezeichnung für einen führenden Amtsträger. Die Verwendung des Titels ist für einen Zeitraum von ungefähr 1000 v. Chr. bis ins Mittelalter für die griechisch besiedelten Gebiete der Antike, in späterer Zeit auch für griechisch beeinflusste Städte des Nahen Ostens und Kleinasiens sowie für das Byzantinische Reich und byzantinisch beeinflusste Gebiete nachweisbar. 
Die Bedeutung des Amtes bzw. Titels wechselte in diesem Zeitraum und von Region zu Region erheblich.

## Antikes Griechenland

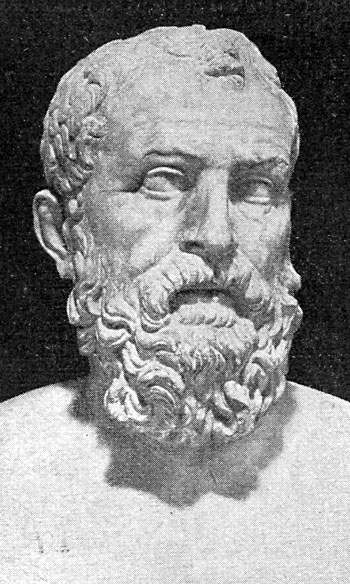
Solon, attischer Archon 594/93 v. Chr.

Zumindest ursprünglich war das Archontat wohl das höchste Staatsamt einer Polis. In späteren Zeiten gab es auch Archonten von Bündnissen. 
Entwicklung und Funktion des Archontats ist nur für Athen genauer bekannt, siehe Hauptartikel Archon (Athen). 
Als verschiedene mögliche Aufgabengebiete eines Archon sind administrative, kultisch-religiöse (in Athen: Archon basileus), militärische (in Athen: Archon polemarchos) und judikative (in Athen: Archon eponymos) belegt. In späterem Sprachgebrauch konnte Archon auch nur mehr schlicht „Beamter“ bedeuten.
Archonten lassen sich für viele Städte und Gebiete Mittelgriechenlands und von Athen abhängige oder beeinflusste Staaten nachweisen. Im Einzelnen:
- Megara (im Zeitraum der Zugehörigkeit zum Böotischen Bund)
- Böotien (zunächst in einzelnen Städten wie Chaironeia und Theben, später als Bundesbeamter des Böotischen Bundes)
- Lokris (zunächst in einzelnen Städten, später im Gesamtstaat der Lokrer)
- Phokis (zunächst in einzelnen Städten, später im Phokischen Bund)
- Doris
- Thessalien
- Ätolien
- mehrere ägäische Inseln wie Delos, Ios oder Thasos
- mehrere Städte Kleinasiens wie Ephesos oder Lampsakos
- vereinzelte Kolonien am Schwarzen Meer wie Tomoi und im westlichen Mittelmeerraum wie Rhegion

## Späterer Gebrauch

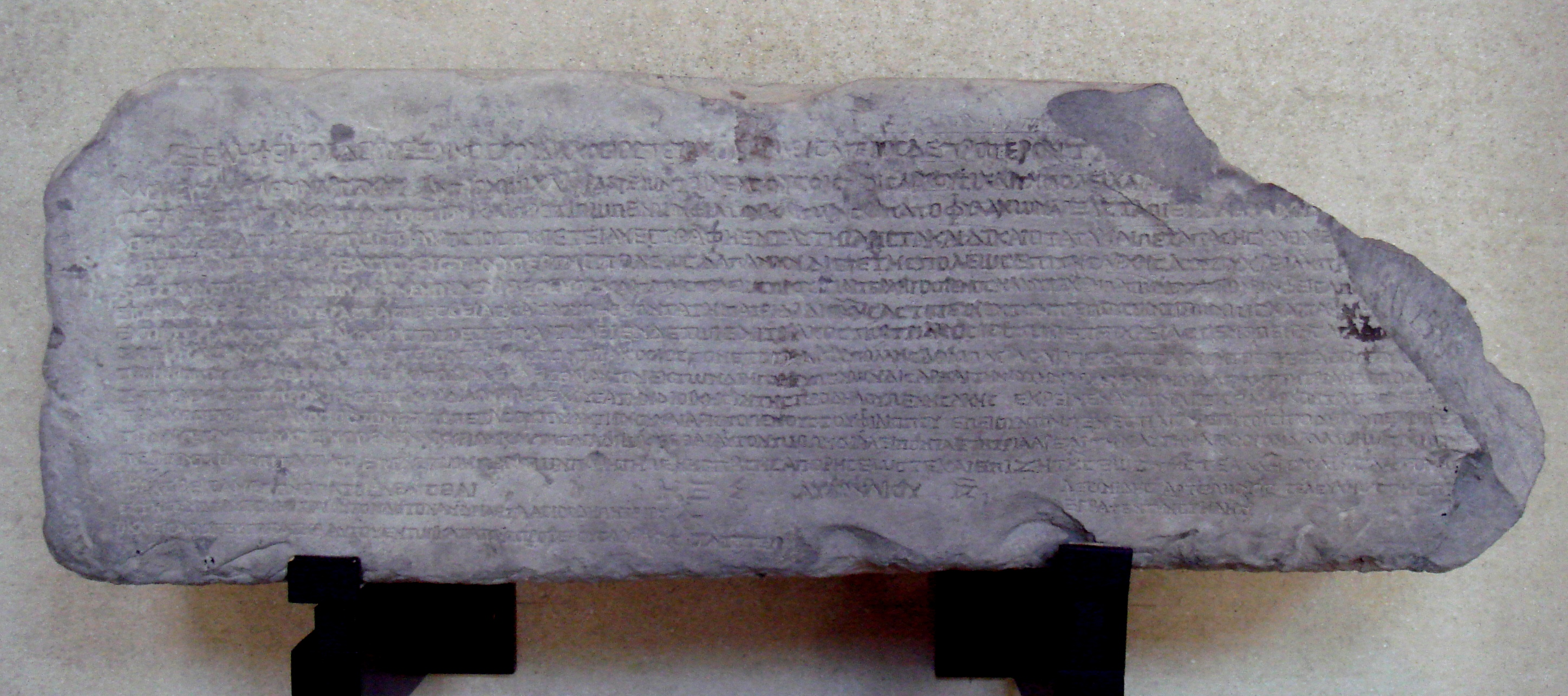
Kopie auf Marmor eines Briefes des Artabanos II. aus Susa

In der Epoche des Hellenismus gelangte der Titel weiter nach Osten, so sind Archonten auch für griechisch verwaltete (und zumindest teilweise bevölkerte) Städte im griechisch-römischen Ägypten und im Partherreich belegt. Aus dem Jahr 21 nach Chr. stammt die Abschrift eines Briefes, in dem sich der parthische König Artabanos II. an die Archonten der Stadt Susa, Antiochos und Phraates, wendet. Aus der Zeit Trajans ist für das ägyptische Theben ein Archon namens Pollios Soter bezeugt.
Auch im Byzantinischen Reich und in byzantinisch beeinflussten Gebieten lebte der Begriff mit unterschiedlichen Bedeutungen weiter, siehe Hauptartikel Archon (Byzanz).